# 布里亚克
布里亚克（法語：Brillac，法語發音：[bʁijak]）是法国夏朗德省的一个市镇，位于该省东部，和上维埃纳省接壤，属于孔福朗区。

## 地理
布里亚克（46°3'38"N, 0°46'39"E）面积42.41 平方千米，位于法国新阿基坦大区夏朗德省，该省份为法国西部内陆省份，北起德塞夫勒省和维埃纳省，东临上维埃纳省，东南至多尔多涅省，南至多爾多涅省，西接滨海夏朗德省。
与布里亚克接壤的市镇（或旧市镇、城区）包括：阿布扎克、埃斯、莱萨克、莱泰尔、奥拉杜尔法奈、加茹贝尔、孔福朗、瓦勒迪苏瓦尔。
布里亚克的时区为UTC+01:00、UTC+02:00（夏令时）。

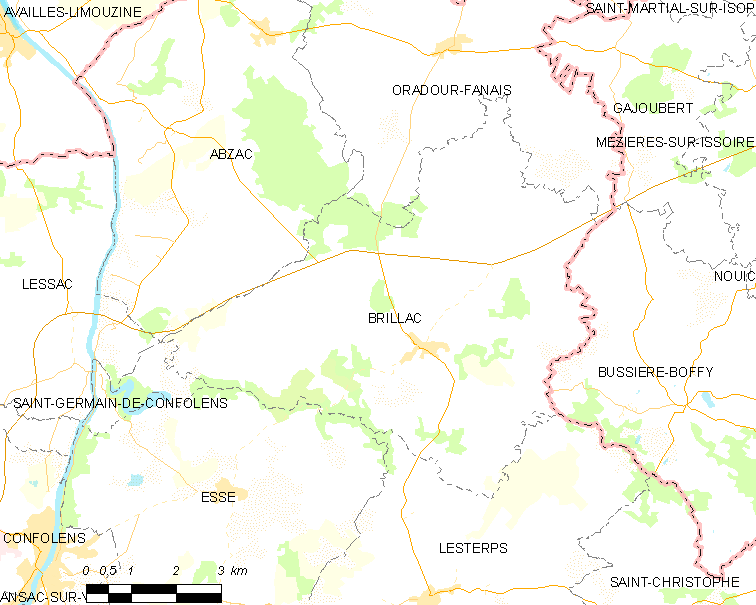
布里亚克的OSM定位图

## 行政
布里亚克的邮政编码为16500，INSEE市镇编码为16065。

## 政治
布里亚克所属的省级选区为夏朗德-维埃纳县。

## 交通
利摩日-昂古莱姆干线公路（D951）经过境内，此外夏朗德省省道D29线、D80线和D326线在境内交汇。

## 人口

1962-2008年间布里亚克人口变化图示

布里亚克于2022年1月1日时的人口数量为607人。